# 박종관 (1929년)
박종관(朴鍾寬, 1929년 1월 30일 ~ 2009년 4월 29일)은 대한민국의 경찰, 정치인이다. 제11대 국회의원을 지냈다. 본관은 밀양 박씨이며 호는 백봉(伯峰, 佰峰)이다. 

## 생애
충청남도 당진에서 태어났다. 홍성군에서 성장했으며 공주고등보통학교를 졸업하고 국학대학교에 입학해 법학과 학사 학위를 취득했다.
이후 경찰이 되었으며 경찰대학 학장을 지냈다. 치안총감에서 경찰직에서 퇴임한 뒤 제11대 국회의원 선거에서 민주정의당의 전국구 국회의원으로 당선되었다.

## 학력
- 충청남도 공주고등보통학교 졸업(1947년)
- 국학대학교 법학과 학사(1951년)
- 대한민국 국방대학교 행정학사 9기(1964년)

### 비학위 수료
- 서울대학교 경영대학원 최고경영자과정 수료
- 서울대학교 행정대학원 행정정책과정 수료

## 역대 선거 결과
|  | 35.6% |

|  | 30.41% |